# Бродуейска мелодия
„Бродуейска мелодия“ или „Бродуейската мелодия на 1929“ (на английски: The Broadway Melody/The Broadway Melody of 1929) е американски мюзикъл от 1929 г., и е първият звуков филм, който печели „Оскар“ за най-добър филм. Той е един от първите мюзикъли, които включват сцена от „Техниколор“, който предизвиква тенденцията за използване на цвят във вълна от мюзикълите, които ще излязат по екраните през 1929-1930 г. В ден днешен, сцената от „Техниколор“ оцелява в черно-бял. Филмът е първият мюзикъл на „Метро-Голдуин-Майер“ и е първият цело-говорещ мюзикъл на Холивуд.
Сценарият на „Бродуейска мелодия“ е написан от Норман Хюстън и Джеймс Глийсън по сюжета на Едмънд Голдлинг, и е режисиран от Хари Бюмонт. Оригиналната музика е написана от Артър Фрийд и Начио Хърб Браун, включително популярния хит You Were Meant for Me.